# Apricena
Apricena község (comune) Olaszország Puglia régiójában, Foggia megyében.

## Fekvése
Foggiától északra fekszik, a Gargano és a Tavoliere delle Puglie határán.

## Története
A régészek feltételezik, hogy az ókori daunus település Collatia helyén alakult ki. Első írásos említése a 11. századból származik, amikor már állt egy bencés kolostor a területén. A kolostort később a celesztinusok szerezték meg. Apricena a 15. században lett a közeli San Severo grófjainak birtoka. Önálló községgé a 19. század elején vált, amikor a Nápolyi Királyságban felszámolták a feudalizmust.

## Népessége
A lakosság számának alakulása:

## Gazdasága
A város lakossága elsősorban mezőgazdasággal és kőfejtéssel foglalkozik. Az apricenai mészkő világszerte híres, elsősorban Németországba, Japánba és Kínába exportálják.

## Főbb látnivalói
- a Torriolo (vagy Palazzo Baronale), a város egykori urainak a palotája
- a Torre dell'Orologio (óratorony)
- Madre di San Martino e Santa Lucia templom
- a San Giovanni in Piano apátság, ahova V. Celesztin vonult vissza, miután lemondott a pápaságról
- II. Frigyes kastélyanak romjai